# Български комунистически младежки съюз
Българският комунистически младежки съюз (БКМС) е младежка организация на Българската комунистическа партия (тесни социалисти) от първата половина на XX век, приемник на Съюза на работническата социалдемократическа младеж (СРСДМ).
СРСДМ се преименува на своята III конференция от 25 май 1919 година на БКМС. Промяната е съответна на тази на Българска работническа социалдемократическа партия (тесни социалисти) в БКП (т.с.). През 1920 година се присъединява към Комунистическия интернационал на младежта. През 1921 година се обявява за „съюз на работническата и селската младеж“. Въпреки това, не успява да установи успешно сътрудничество със Земеделския младежки съюз.
Практическата дейност на БКМС се състои в организиране на младежки гимнастически дружества „Спартак“, организиране на излети и екскурзии, на спартакиади. От 1919 година издава вестник „Младежка правда“, но той е забранен скоро след това. През 1921 година започва да излиза вестник „Младеж“.
В навечерието на Деветоюнския преврат БКМС има 20 000 членове. Дейци на БКМС се включват в Юнското и Септемврийското въстание от 1923 година.
БКМС е забранен със Закона за защита на държавата. По време на априлските събития през 1925 година съюзът попада под ударите на правителствените репресии, убити са видни негови дейци като Коста Шулев, Атанас Стратиев, Тодор Димитров.
През 1928 година, като легално проявление на БКМС е създаден Работническия младежки съюз (РМС). Двете организации съществуват паралелно до 1938 година, когато БКМС се влива в РМС.
През май 2010 г. се прави опит за възстановяване под наименованието Българска младежка комунистическа организация. В началото на 20-те години името БКМС отново се появява, този път като малдежко крило на Българския комунистически съюз. Няколко години след това БКМС се откъсва от него, а БКС окончателно се разпада в началото на 2023 година. Младежкият съюз продължава самостоятелно да съществува, като често взима участие в протести и митинги, включително шествието „Безсмъртен полк“ и протестите срещу влизането на България в еврозоната.